# Giulio Seniga
Giulio Seniga detto Nino (Volongo, 25 ottobre 1915 – Milano, 10 giugno 1999) è stato un politico e partigiano italiano.
Fu operaio, funzionario del Partito Comunista Italiano, militante libertario e socialista, editore e giornalista.

## Biografia

### La gioventù
Giulio Seniga, per gli amici "Nino", nacque in provincia di Cremona, in un piccolo villaggio della Bassa, secondo di cinque figli di un bracciante e di una sarta. Per le sue capacità professionali fu esonerato dal servizio militare, in quanto insostituibile nel processo lavorativo. In fabbrica prese i primi contatti con le organizzazioni antifasciste clandestine.

### Il periodo bellico
Dopo la caduta del governo Mussolini, il 25 luglio del 1943, le maestranze dell'Alfa Romeo e dell'Isotta Fraschini lo eleggono nella prima commissione interna, di cui sarà il componente più giovane.
L'8 settembre del 1943, davanti al pericolo dell'occupazione di Milano da parte delle truppe tedesche, una delegazione di esponenti democratici e antifascisti si reca presso il comando di piazza di Milano per chiedere al generale Ruggeri la distribuzione delle armi alla popolazione per difendere la città. Seniga con Poldo Gasparotto e altri esponenti politici fa parte di questa delegazione in rappresentanza degli operai delle grandi industrie milanesi. In seguito al diniego del generale Ruggeri e alla notizia che i tedeschi avevano occupato lo scalo di Porta Romana, Seniga si precipita allo stabilimento dell'Alfa e, con un centinaio di lavoratori, riesce a partire con alcuni camion e i fucili in dotazione ai servizi di vigilanza interna.
Sfuggito per poco alla cattura, si dirige verso Chiasso e riesce a passare la frontiera. In Svizzera Seniga svolge un'intensa attività nei campi d'internamento degli italiani, collaborando con i responsabili delle organizzazioni comuniste e socialiste.
Nell'ottobre del 1944 Seniga è a Domodossola con la Repubblica dell'Ossola. Qui incontra Umberto Terracini, che gli consiglia di svolgere il suo lavoro di propaganda e reclutamento tra gli operai di Villadossola, importante centro industriale della zona.
Senza aiuti esterni la repubblica partigiana non può resistere a lungo alla pressione delle truppe della Wehrmacht e delle brigate nere. Dopo 40 giorni finisce la più importante esperienza di autogoverno democratico e partigiano nel corso della seconda guerra mondiale. Il comando della seconda divisione garibaldina in ritirata incarica Nino di mettere in salvo alcuni vagoni con un grosso carico di materiale strategico: metalli pregiati, bombole di mercurio, ecc. Con un'azione difficile e pericolosa Nino e un manipolo di garibaldini riescono ad attraversare la galleria di frontiera con la Svizzera e a raggiungere Briga.
Lo sbandamento delle forze partigiane e l'inverno incombente spingono Seniga a tentare di rientrare al più presto in Italia per portare armi e soldi alle formazioni rimaste sulle montagne. Contro la volontà degli svizzeri e dei rappresentanti delle forze alleate, egli organizza una missione di rientro con altri tre partigiani. Nell'attraversamento dei passi d'alta quota, ormai completamente innevati, il 13 novembre 1944 precipita dal monte Cingino con un salto di più di cento metri. Gravemente ferito, guarisce senza medici né ingessature, riparato in una baita a 2 200 metri di altezza. Appena è di nuovo in grado di camminare raggiunge le formazioni garibaldine con l'aiuto di un bastone.
Svolgerà il compito di ispettore generale delle formazioni dell'Ossola e del Cusio e della seconda brigata Garibaldi, fino alla Liberazione.
Dopo il 25 aprile il PCI comincia la costruzione della sua organizzazione. Seniga partecipa attivamente a quest'attività, prima nella provincia di Novara e in seguito a Cremona. Con la moto gira in lungo e in largo la provincia e organizza le sezioni di partito.

### Il dopoguerra
Chiamato a Roma da Pietro Secchia, capo dell'organizzazione del Partito Comunista, ne diventa con gli anni strettissimo collaboratore e amico, condividendone l'aspirazione a combattere un giorno quella rivoluzione armata che molti partigiani comunisti avevano sperato s'iniziasse già all'indomani del 25 aprile 1945. Come vice-responsabile della sezione vigilanza, è lui ad avere in mano la rete degli uomini armati pronti a insorgere e la mappa dei rifugi segreti destinati nell'emergenza ai capi del partito, e a tenere la cassa con i fondi segreti tenuti dal partito nei vari nascondigli. Si nota tuttavia un progressivo distacco tra la linea ufficiale del partito, dettata da Palmiro Togliatti e diretta a fare del PCI un grande partito democratico con il più ampio consenso elettorale possibile, in modo da raggiungere il potere per via parlamentare, e quella di Secchia che, pur sapendo dall'aprile 1947 che Mosca non avrebbe appoggiato un'insurrezione perché l'Italia era nell'orbita statunitense, vorrebbe mantenere una struttura paramilitare nell'eventualità non tanto di un'insurrezione operaia quanto di un colpo di Stato delle destre.
Seniga, allora, reagisce con un colpo di teatro, lasciando il PCI il 25 luglio 1954, con alcuni importanti documenti e con 421.000 dollari USA, 
una parte dei fondi neri del partito, inizialmente rifugiandosi a casa di Gianni Brera a Milano. Federico Umberto D’Amato, funzionario dell’Ufficio Affari Riservati, in una lettera inviata al giornalista Andrea Barbato nel 1994, afferma che Seniga gli avrebbe raccontato i dettagli del suo allontanamento dal Pci, a ridosso dell’evento. In realtà, D’Amato era stato informato in tempo reale da Rita, una fonte interna al Partito comunista. Anche se la DC non riesce a sfruttare l'accaduto, la mossa di Seniga segna la rovina politica di Pietro Secchia, che viene rimosso dalla guida dell'organizzazione, sostituito da Giorgio Amendola, e di fatto estromesso dal gruppo dirigente.
La partenza di Seniga da Roma suscita un grande subbuglio ai vertici del PCI. In una circostanziata lettera a Secchia e alla segreteria spiega le ragioni del suo gesto. A Milano prende contatto con i gruppi della sinistra e organizza un primo convegno al cinema Dante. I gruppi bordighisti, trotzkisti e altri sono divisi e non trovano un punto politico comune. Si decide allora di uscire con un giornale quindicinale, Azione Comunista, per raccogliere la voce della dissidenza comunista di sinistra. In collegamento con André Marty in Francia e i laburisti di sinistra inglesi, manda avanti un'attività di solidarietà proletaria, democratica, socialista e libertaria internazionale. In questi anni nasce e si consolida l'amicizia e la collaborazione con Pier Carlo Masini.
Nel 1958, mentre alla Camera si discute la decisione del governo ungherese di fucilare Imre Nagy, Pál Maléter, Miklós Gimes e József Szilágyi, Seniga lancia in piena aula decine di volantini in cui si condanna la complicità del Partito comunista italiano con i "boia ungheresi".

### Gli anni sessanta e settanta
Nel 1961 Seniga pubblica il saggio Togliatti e Stalin, contenente molti documenti inediti. Gli anni sessanta e settanta lo vedono impegnato nella pubblicazione di testi riguardanti la storia del movimento operaio italiano e internazionale, con regolari partecipazioni alle fiere del libro di Modena, Varsavia e Francoforte.
Negli anni sessanta fonda e dirige le Edizioni Azione Comune, una casa editrice che nell'arco di una ventina di anni pubblica e distribuisce più di trenta volumi sui principali temi della cultura socialista e libertaria degli anni sessanta e settanta: tra gli altri Sciopero generale di Rosa Luxemburg, L'opposizione operaia in Russia di Aleksandra Kollontai, Il Partito socialista oggi e domani di Antonio Landolfi, L'Abc del sindacalista di Walter Kendall, La rivolta di Kronstadt di Ida Mett, Blasco. La riabilitazione di un militante rivoluzionario di Alfredo Azzaroni, Socialismo in Svezia di Arturo Capasso, La crisi del marxismo -  Socialismo sì comunismo no di Edmund Demaitre e Pier Carlo Masini.
Nel 1967, in occasione della crisi mediorientale culminata con la guerra dei sei giorni, si schiera decisamente con la posizione di Pietro Nenni in difesa dello stato d'Israele. In quegli anni milita nel Partito Socialista Italiano.
Per le Edizioni Azione Comune pubblica il libro Israele '67 e contribuisce alla nascita dell'UDAI, "Unione Democratica Amici d'Israele", iniziando così la sua più che ventennale attività di segretario di quest'organizzazione.
Collabora regolarmente come pubblicista ai quotidiani e periodici socialisti Avanti!, Libera Stampa e Critica Sociale.
Nel 1973 pubblica Il bagaglio che scotta, un'analisi dell'evoluzione politica dei sistemi comunisti e del movimento socialista europeo e italiano.
Negli ultimi anni la sua attività di pubblicista si concentra sulla memoria e sulla rivalutazione della Resistenza e sullo studio del movimento operaio e comunista nel mondo.

## Opere
- Togliatti e Stalin. Contributo alla biografia del segretario del PCI, Milano, Sugar, 1961; 1978.
- Un bagaglio che scotta. Scritti, documenti e pagine di diario, Milano, Azione comune, 1973.
- Credevo nel partito. Memorie di un riformista rivoluzionario, Pisa, BFS, 2011. ISBN 978-88-89413-53-1.